# Geelhalsibis
De geelhalsibis (Theristicus caudatus) is een vogel uit de familie van de ibissen en lepelaars.

## Kenmerken
Geelhalsibissen zijn te herkennen aan hun lichte keel en nek. Net als veel andere ibissoorten glimt hun verenpak in de zon.

## Leefwijze
Hij struint de vlaktes af op zoek naar spinnen, kikkers, insecten en andere kleine dieren.

## Verspreiding en leefgebied
Deze soort komt voor in open habitats in oostelijk en noordelijk Zuid-Amerika en telt twee ondersoorten:IOC:
- Theristicus caudatus caudatus: van noordelijk Zuid-Amerika tot Mato Grosso in zuidwestelijk Brazilië.
- Theristicus caudatus hyperorius: van oostelijk Bolivia tot zuidelijk Brazilië en noordelijk Argentinië.